# Dermatofibrosarcoma
Il dermatofibrosarcoma protuberans o dermatofibrosarcoma di Darier-Ferrand è una neoplasia rara di tipo sarcomatoso, a invasività locale e di basso grado di malignità, con forte tendenza alla recidiva ma scarsa tendenza alla metastasi.
Il tumore è guaribile completamente tramite intervento chirurgico di asportazione.
Nel 90% dei casi occorre praticare più di un intervento.